# Jagoda Truhelka

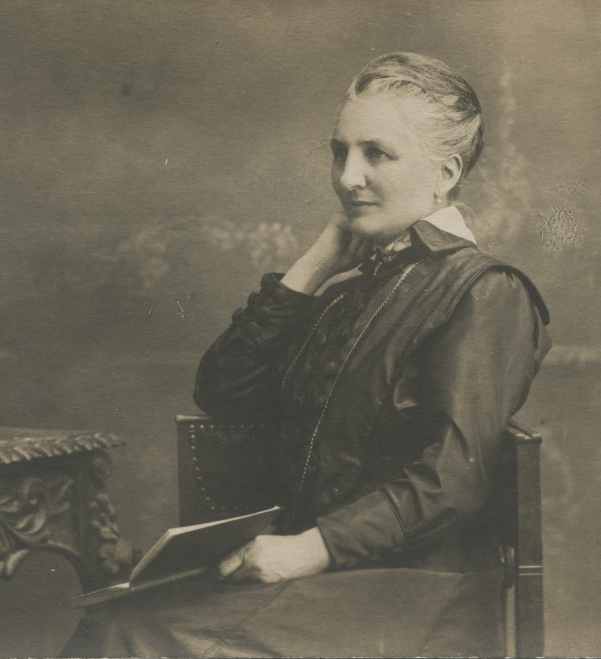
Jagoda Truhelka (1916)

Jagoda Truhelka (* 5. Februar 1864 in Osijek, Österreich-Ungarn; † 17. Dezember 1957 in Zagreb, Jugoslawien) war eine Pädagogin und Schriftstellerin für Kinder und Jugendliche.

## Leben
Die Erziehung und das Vorbild ihres Vaters, der ebenfalls Lehrer war, ihrer Lehrerin Magdalena Šrepl und des Osijeker Pfarrers Stjepan Masper hatten großen Einfluss auf ihr späteres Leben und ihr Schriftstellertum. Als sie 14 Jahre alt war, zog sie nach Zagreb, um die Ausbildung fortzusetzen. Sie wurde Lehrerin an den Mädchenschulen in Osijek und Zagreb und später Rektorin in Banja Luka und Sarajevo. 
Am Anfang der 1890er Jahre war sie Mitarbeiterin der Zeitschriften „Vijenac“ aus Zagreb und „Nada“ aus Sarajevo. Meistens schrieb sie unter dem Pseudonym „a.m. sandučić“. In der Zeitschrift „Nada“ veröffentlichte sie den psychologischen Roman Plein air, der sich mit emanzipatorischer Frauenthematik beschäftigte. Gemeinsam mit ihrer ehemaligen Lehrerin Marija Jambrišak redigierte sie das Lehrerinnenblatt "Na domacem ognjištu" ("Am heimischen Herd"), das sich vor allem mit der Kommunikation zwischen Schule und Eltern sowie der Aufklärung über fortschrittliche pädagogische Maßnahmen beschäftigte.
Sie schrieb Romane und Erzählungen, in denen sie das Leben von Bäuerinnen und Kleinbürgerinnen, das patriarchalische Sarajevo und die intime Atmosphäre des alten Zagreb beschrieb. Truhelka bearbeitete als erste die intellektuelle Gestalt der Frau. Ihre Prosa, die von Detailgenauigkeit geprägt ist, enthält naturalistische und impressionistische Merkmale. Der bedeutendste Teil ihres Schaffens ist eine Reihe von Büchern, die Kindern gewidmet sind. 1957 starb sie in Zagreb mit fast 94 Jahren.

## Schaffensperiode
Ihre wichtigste Erzählung Zlatni danci, mit der sie in die kroatische Literaturgeschichte aufgenommen wurde, enthält Elemente autobiografischen Charakters. Es handelt sich um ein dreiteiliges Werk. In ihren didaktisch-methodischen Arbeiten beschrieb sie besonders die Lehrerrolle. Im Jahr 1910 verfasste sie ein Werk zur Erziehung „U carstvu duše“ das aus 27 Briefen besteht und das als Standardwerk zur Lehrerinnenausbildung gelten kann. 

## Pädagogische Arbeit
Truhelka stellte die Liebe zur kroatischen Sprache in den Mittelpunkt des Unterrichts. Sie forderte, dass man auch im Elternhaus auf die Sprache achtet. Der Lehrer müsse den psychologischen Grad der Entwicklung des Schülers kennen und bei ihm die Liebe zur kroatischen Sprache wecken. Sie war der Meinung, dass man in der Anfangsphase die Grammatik ausschließen und gleichzeitig der Sprache und dem literarischen Stoff größere Aufmerksamkeit schenken solle.

## Persönliches Beispiel als Lehrerin
Jagoda Truhelka forderte vom Lehrerberuf  die Selbstbeobachtung und Selbstanalyse, da die Selbstanalyse den Beginn einer veränderten Wahrnehmung der pädagogischen Arbeit darstelle. Ständig strebte sie nach neuen Erkenntnissen, der Modernisierung der pädagogischen Praxis und verbesserte ihre Arbeit durch Neuerungen. Die Lehrerrolle war für sie so wichtig, dass sie den Entschluss fasste, alleine zu leben, um sich dieser vollständig widmen zu können.
Nach Ivana Brlić-Mažuranić war sie die bedeutendste Schriftstellerin für Kinder in der ersten Hälfte des 20. Jahrhunderts.

## Werke (Auswahl)
Ihre bedeutendsten Werke: 
- Tugomila (1894),
- Vojača (1899),
- U carstvu duše (1910),
- Zlatni danci (erstmals erschienen 1919), ISBN 9536124823, Verlag: Znanje, 1995
- Gospine trešnje (1943),
- Crni i bijeli dani (1944) und
- Zlatko (Roman) (1934)[2].

Mali Kadija (Der kleine Kadi) wurde von Antun Dobronić im Jahr 1954 als Kinderoper vertont.